# Rikelme
Rikelme Hernandes Amorim Rocha (Cuiabá, 16 luglio 2003) è un calciatore brasiliano, difensore dello Shabab Al-Ahli.

## Carriera
Rikelme è entrato a far parte delle giovanili del Cuiabá nel 2018, all'età di 14 anni. Dopo aver ben impressionato con la squadra under-15, ha firmato un contratto professionistico nel 2019 ed è stato successivamente ceduto in prestito al Cruzeiro.
Rientrato nel dicembre 2020, il 6 febbraio 2021 ha fatto il suo debutto in prima squadra contro rimpiazzanto Élvis nella vittoria per 1-0 contro il Vila Nova in Copa Verde. La stagione seguente è stato impiegato solo nel Campionato Mato-Grossense e in Copa FMF.
In vista del campionato statale del 2022 è stato ceduto in prestito al Dom Bosco, con cui ha realizzato 3 reti in 9 incontri. Al suo rientro ha giocato due partite in Coppa Sudamericana prima di esordire in Série A il 23 ottobre 2022, sostituendo André Luis nella sconfitta interna per 2-1 contro il Goiás..
Nell'agosto del 2024 il giocatore si trasferisce negli Emirati Arabi Uniti, firmando un contratto con la squadra dello Shabab Al-Ahli.

## Statistiche

### Presenze e reti nei club
Statistiche aggiornate al 9 giugno 2024.
| Stagione        | Squadra         | Campionato      | Campionato | Campionato | Coppe nazionali | Coppe nazionali | Coppe nazionali | Coppe continentali | Coppe continentali | Coppe continentali | Altre coppe | Altre coppe | Altre coppe | Totale | Totale | Totale |
| Stagione        | Squadra         | Comp            | Pres       | Reti       | Comp            | Pres            | Reti            | Comp               | Pres               | Reti               | Comp        | Pres        | Reti        | Pres   | Reti   |        |
| --------------- | --------------- | --------------- | ---------- | ---------- | --------------- | --------------- | --------------- | ------------------ | ------------------ | ------------------ | ----------- | ----------- | ----------- | ------ | ------ | ------ |
| 2020            | Cuiabá          | PD/MT+B         | 0          | 0          | CB              | 0               | 0               | -                  | -                  | -                  | CV          | 2           | 0           | 2      | 0      |        |
| 2021            | Cuiabá          | PD/MT+A         | 7+0        | 0          | CB              | 1               | 0               | -                  | -                  | -                  | CV+FMF      | 1+8         | 0           | 17     | 0      |        |
| 2022            | Dom Bosco       | PD/MT           | 9          | 3          | -               | -               | -               | -                  | -                  | -                  | -           | -           | -           | 9      | 3      |        |
| 2022            | Cuiabá          | A               | 1          | 0          | CB              | 0               | 0               | CS                 | 2                  | 0                  | CV+FMF      | 2+1         | 0           | 6      | 0      |        |
| 2023            | Cuiabá          | PD/MT+A         | 4+31       | 0+1        | CB              | 1               | 0               | -                  | -                  | -                  | CV          | 0           | 0           | 36     | 1      |        |
| 2024            | Cuiabá          | PD/MT+A         | 5+4        | 0          | CB              | 1               | 0               | CS                 | 5                  | 0                  | CV          | 2           | 0           | 17     | 0      |        |
| Totale Cuiabá   | Totale Cuiabá   | Totale Cuiabá   | 16+36      | 0+1        |                 | 3               | 0               |                    | 7                  | 0                  |             | 16          | 0           | 78     | 1      |        |
| Totale carriera | Totale carriera | Totale carriera | 61         | 4          |                 | 3               | 0               |                    | 7                  | 0                  |             | 16          | 0           | 87     | 4      |        |

## Palmarès
- Supercoppa degli Emirati Arabi Uniti: 1

Shabab Al-Ahli: 2024
- Campionato emiratino: 1

Shabab Al-Ahli: 2024-2025